# Дар (роман)
«Дар» — метароман русского писателя В. В. Набокова. Написан на русском языке в берлинский период жизни, закончен в 1938 году. Книга написана прозой со стихотворными вставками. Предположительно, название роману дала строчка из стихотворения («за чистый и крылатый дар»), исправленная в окончательном варианте из-за фонетической неблагозвучности («икры-латы-й»).

## Сюжет
Главный герой носит биографические черты автора: молодой начинающий поэт, эмигрант, сын известного учёного, пропавшего без вести во время Гражданской войны (отец Набокова был застрелен в 1922 году в Берлине при покушении на П. Н. Милюкова).
Герой живёт на съёмной квартире, хозяева — бывший прокурор-антисемит, его жена и дочь жены от первого брака с евреем. Дочь и герой любят друг друга, но отношения не могут вступить в фазу близости, так как, по мнению девушки, в присутствии родителей это будет верхом пошлости.
Апофеоз романа — отъезд родителей, после которого наступит полная близость молодой пары. Проза перетекает в стих:

и для ума внимательного нет границы — там, где поставил точку я: продленный призрак бытия синеет за чертой страницы, как завтрашние облака, — и не кончается строка.

Герои идут домой, а ключа от квартиры у них обоих нет.
Четвёртая глава «Дара» представляет собой «книгу в книге», биографию Чернышевского, написанную главным героем романа. Набоков передал в ней собственное отрицательное отношение к личности Чернышевского.

## Публикации

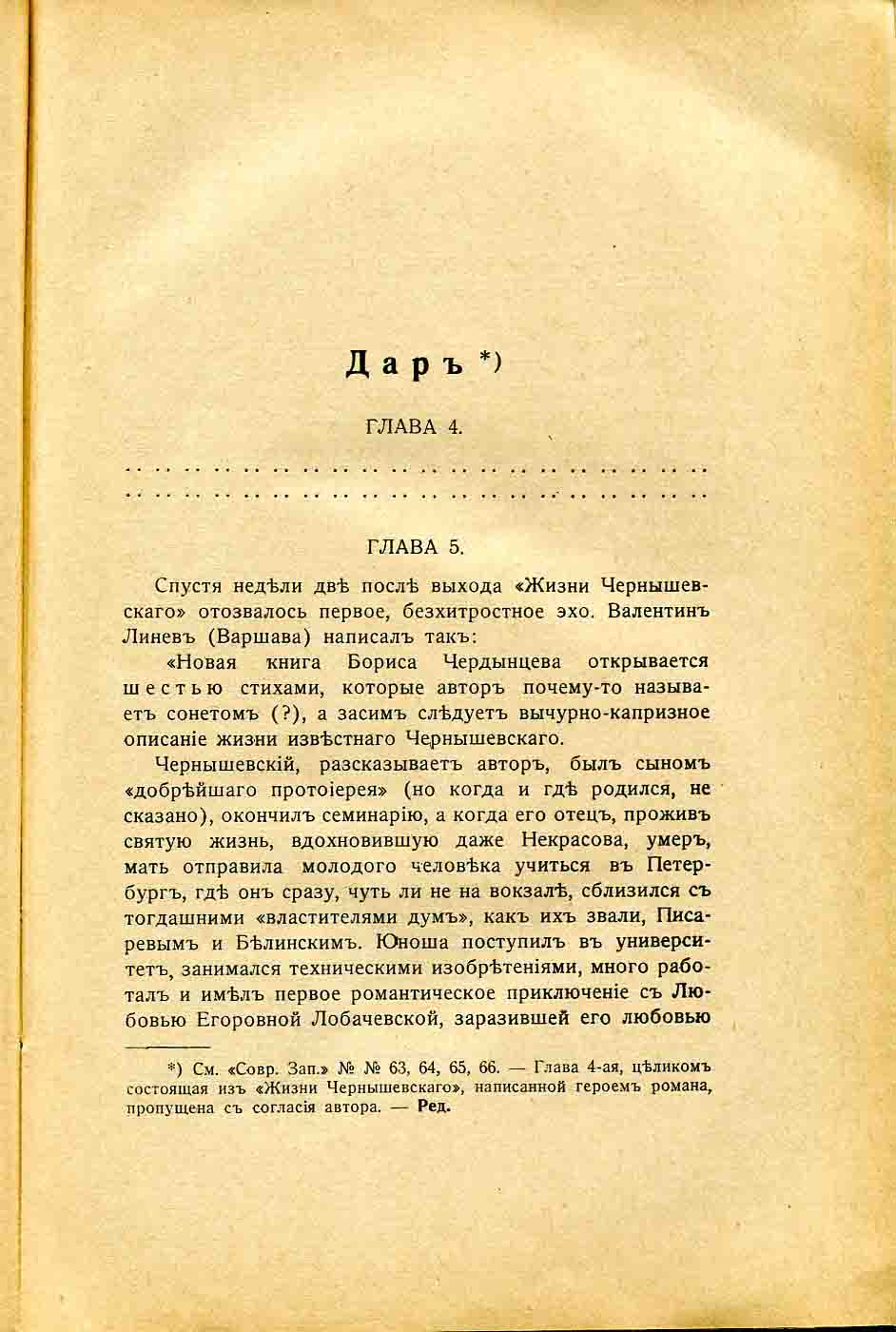
«Современные записки» № 67, с. 69 (Париж, 1938). Пятая часть романа «Дар» В. Сирина (Набокова) с пояснением: «Глава 4-я, целиком состоящая из „Жизни Чернышевского“, написанной героем романа, пропущена с согласия автора. — Ред.»

Роман был опубликован в пяти номерах парижского альманаха «Современные записки» № 63—67 в 1937 и 1938 годах (в старой орфографии). Резкий тон четвёртой главы, посвящённой Чернышевскому, стал причиной того, что в первом издании романа эта глава была пропущена.
Полностью роман удалось опубликовать только в 1952 году в нью-йоркском издательстве имени Чехова. Это была первая русская книга Набокова, опубликованная по правилам новой русской орфографии.
В СССР впервые опубликован издательством Слово/Slovo в Москве в 1990 году.

## Отзывы
Щедрый вообще, в «Даре» Сирин как бы решил проявить совершенную расточительность. Иногда в одну фразу он вкладывает столько разнообразного материала, сколько другому, более экономному или менее одарённому писателю хватило бы на целый рассказ.
— В. Ходасевич, из отклика на публикацию первой главы